# Rummu (Haapsalu)
Koordinaten: 58° 55′ N, 23° 43′ O
Rummu ist ein Dorf (estnisch küla) in der Stadtgemeinde Haapsalu (bis 2017: Landgemeinde Ridala) im Kreis Lääne in Estland.

## Einwohnerschaft
Der Ort hat dreizehn Einwohner (Stand 31. Dezember 2011).